# Türk Hava Yolları Spor Kulübü
Il Türk Hava Yolları Spor Kulübü è una società polisportiva turca, con sede a Istanbul.
La polisportiva è attiva nei seguenti sport:
- calcio, con una squadra maschile
- ginnastica
- pallacanestro, con una squadra maschile
- pallavolo, con una squadra femminile
- scacchi
- tennis tavolo